# Porter Creek Sud
Pour les articles homonymes, voir Porter, Creek et Sud.
Circonscription électorale territoriale du Canada
Porter Creek Sud est une circonscription électorale territoriale du Yukon au Canada, précisément située dans la capitale territoriale, Whitehorse.

## Circonscription territoriale
La circonscription est composée de parties de Whitehorse-Porter-Creek-Ouest. La circonscription adopte son nom actuel en 1992.
L'actuel député territorial est Ranj Pillai du Parti libéral du Yukon, devenu premier ministre du territoire en 2023, lors de son deuxième mandat.

## Liste des députés
|  | 1992 - 1996     | Alan Nordling  | Indépendant    |
|  | 1996 - 2000     | Pat Duncan     | Libéraux       |
|  | 2000 - 2002     | Pat Duncan     | Libéraux       |
|  | 2002 - 2006     | Pat Duncan     | Libéraux       |
|  | 2006 - 2011     | Don Inverarity | Libéraux       |
|  | 2011 - 2016     | Mike Nixon     | Parti du Yukon |
|  | 2016 - 2021     | Ranj Pillai    | Libéraux       |
|  | 2021 - en cours | Ranj Pillai    | Libéraux       |

Légende : Le nom en gras signifie que la personne a été chef d'un parti politique.

## Résultats électoraux
| Élections générales yukonnaises de 2011 | Élections générales yukonnaises de 2011 | Élections générales yukonnaises de 2011 | Élections générales yukonnaises de 2011 |
| Candidat                                | Candidat                                | Parti                                   | # de voix                               |
| --------------------------------------- | --------------------------------------- | --------------------------------------- | --------------------------------------- |
|                                         | Mike Nixon                              | Parti du Yukon                          | 257                                     |
|                                         | Don Inverarity                          | Libéraux                                | 243                                     |
|                                         | John Carney                             | Néo-démocrate                           | 99                                      |
| Total                                   | Total                                   | Total                                   | 599                                     |